# Lichtenštejnský palác (Vídeň, Bankgasse)

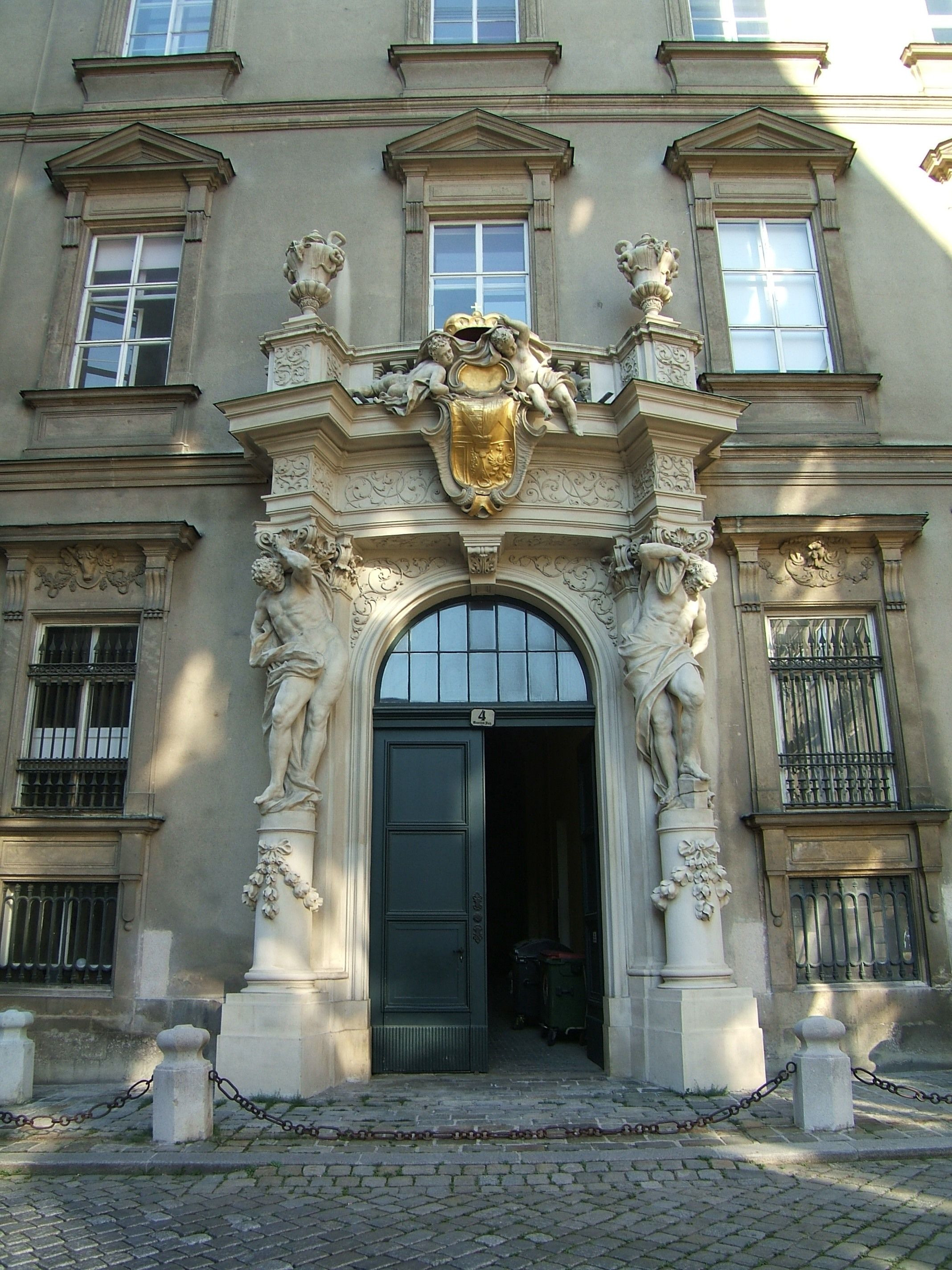
Portál paláce do Minoritenplatzu

Lichtenštejnský palác na vídeňské Bankgasee je majorátní městský paláce patřící knížecímu rodu Lichtenštejnů. Nachází se ve vídeňském městském okrese Vnitřní Město mezi náměstím Minoritenplatz, Abraham-und-Sancta-Clara-Gasse a Bankgasse, kam je situováno hlavní průčelí. Budova je považována za první stavbu vrcholného baroka ve Vídni a je stále ve vlastnictví knížecí rodiny. V roce 2009 prošel celkovou rekonstrukcí.

## Historie
Palác začal stavět v roce 1691 Dominik Ondřej I. z Kounic (1654-1705) pod vedením Domenika Martinelliho podle projektů Enrica Zuccalliho. Kamenické práce provedli Vídeňan Michael Khöll a kaisersteinbruchští mistři Ambrosius Ferreti, Giovanni Battista Passerini a Martin Trumler.
Kníže Hans Adam I. z Lichtenštejna koupil rozestavěný palác v roce 1694 s úmyslem postavit dům pro sídlo rodu. Stavbu dokončili Gabriele di Gabrieli a Domenico Martinelli v roce 1711. V hlavním průčelí do Bankgasse vybudoval Martinelli monumentální barokní portál; průčelí do Minoritenplatzu a schodiště provedl společně s Johannem Lucasem von Hildebrandt. Sochařská výzdoba průčelí, atika a vnitřních prostory jsou dílem Giovanni Giulianiho, štukovou výzdobu vytvořil Santino Bussi. Hlavní schodiště z kaisersteinského mramoru provedli v roce 1699 Michael Kholl a Wolfgang Steinböck.
Až do roku 1806 byla v domě umístěna lichtenštejnská obrazová galerie, potom si dům pronajali arcivévodové Jan a Ludvík. Později zde sídlila ruská ambasáda.

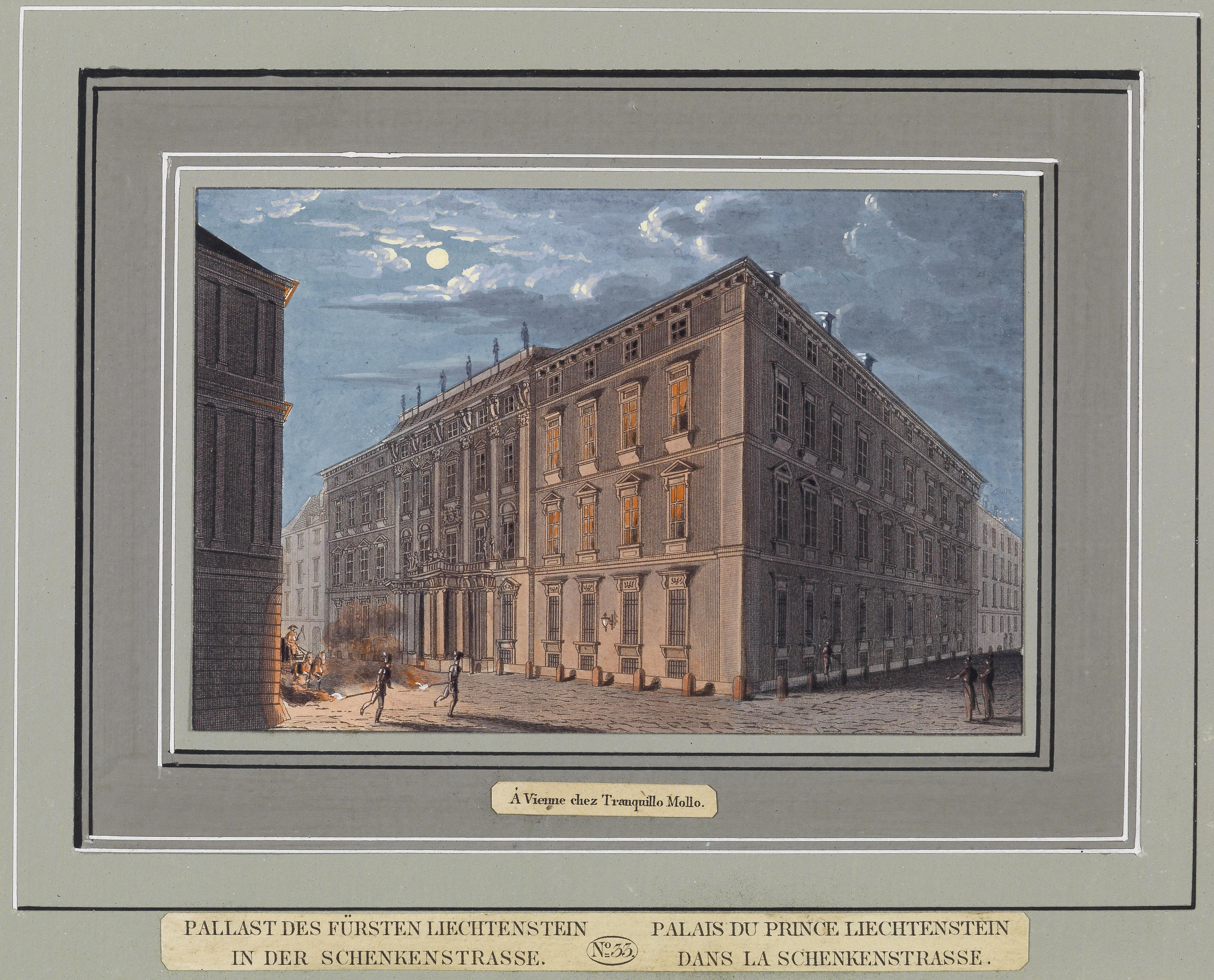
Podoba paláce z roku 1823

Kníže Alois II. nechal v letech 1836 až 1847 přestavět interiéry (Carl Leistler a Michael Thonet). Náklady oprav dosáhly 11 milionů rakousko-uherských zlatých.
V roce 2004 byla knížecí obrazárna přemístěna do rekonstruovaného lichtenštejnského zahradního paláce v Rossau a byla zahájena celková rekonstrukce budovy, kdy bude mj. vybudován třípatrový depozitář pod nádvořím paláce. V budoucnosti má být v paláci umístěna expozice biedermeieru z knížecích sbírek. Otevření objektu pro veřejnost se předpokládá roku 2012.